# Melipotis leona
Melipotis leona là một loài bướm đêm trong họ Erebidae.